# Fédération Nationale de la Presse Française
La Fédération nationale de la presse française (Federació Nacional de la Premsa Francesa) (FNPF) és una organització que agrupa les empreses editorials de diaris a França.
Creada després de la Segona Guerra Mundial, la FNPF és hereva de les organitzacions de premsa clandestina. L'any 1951 es va produir una escissió, quan la majoria dels diaris provincials, agrupats en el Sindicat Nacional de la premsa diària regional, van constituir una federació competidora. Tanmateix, la unitat es va reconstituir el 1986.
L'any 1995 es va crear el sindicat de redactors de premsa de revistes, que va afeblir significativament la posició de la FNPF. L'any 2013, la FNPF reunia 542 empreses de premsa, que van editar un total de 1.622 publicacions (incloses 298 en línia).